# Lev Šestov
Lev Isakovič Šestov, rusky Лев Исаакович Шестов, vlastním jménem Jehuda Leib Schwarzmann (13. února 1866 Kyjev – 20. listopadu 1938 Paříž) byl ruský spisovatel a existencialistický filosof.

## Život a dílo
Šestov se narodil v židovské kupecké rodině, studoval práva a matematiku v Moskvě, ale pro své revoluční názory a spory s učiteli musel studia dokončit v Kyjevě, disertační práci mu ovšem i tam odmítli. Roku 1898 se Šestov stal členem kroužku významných ruských intelektuálů, kam patřil také Nikolaj Berďajev, Dmitrij Sergejevič Merežkovskij a Vasilij Rozanov, a přispíval do jeho časopisu. V té době také publikoval svou první významnější práci o dobru u Tolstého a Nietzscheho – dvou autorů, kteří na něho měli velký vliv. Pokračoval prací o Dostojevském a Nietzschem („Filosofie tragédie“, 1903) a v dalších dílech o náboženství, racionalismu a vědě užíval Nietzscheho aforistický styl („Apoteóza vykořeněnosti“, 1905). Roku 1908 odjel do Freiburgu a roku 1910 do Švýcarska. Roku 1915 se vrátil do Moskvy a téhož roku jeho syn Sergej padl ve válce. V Moskvě se věnoval hlavně náboženství a teologii, takže po bolševické revoluci nemohl publikovat, směl však přednášet řeckou filosofii v Kyjevě.

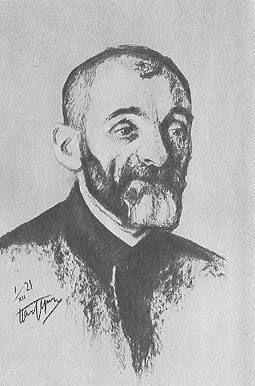
Lev Šestov (Kresba L. Pasternaka, 1910)

Roku 1920 opustil Rusko a po dlouhých cestách zakotvil v Paříži, kde byl už známou osobou. Studoval velké teology – zejména Plótina a Pascala a seznámil se také s E. Husserlem, který ho později upozornil na dílo dánského filosofa Sørena Kierkegaarda. To byl pro Šestova objev a velká inspirace, která vyústila v práci „Kierkegaard a existenciální filosofie: hlas volajícího na poušti“ (1936). Šestov také přednášel na pařížské Sorbonně a přes zhoršující se zdraví napsal ještě jedno ze svých hlavních děl, „Athény a Jeruzalém“ – kritiku racionalismu a výzvu k obnovení náboženské filosofie.

## Myšlení
Šestov byl myslitel hluboké a těžké životní zkušenosti, odpůrce všech racionalistických a idealistických zjednodušení. Šestov často píše o beznaději a zoufalství, jinde je však označuje jako „předposlední slova“. Filosofie je – říká Platón – příprava na smrt, což ovšem neznamená odmítnutí života. Měla by se však vrátit ke svým velkým tématům dobra, Boha a nesmrtelnosti. Jeho dílo je velmi nesystematické a nestojí na jedné myšlence. Silně ovlivnilo tak rozmanité postavy, jako byl Albert Camus, ruský teolog Sergej Bulgakov, anglický spisovatel D. H. Lawrence, mladý francouzský filosof Georges Bataille nebo rumunský filosof Emil Cioran.